# Anacycle tomenteux
Anacyclus clavatus
Espèce
Classification APG II (2003)
L'anacycle tomenteux ou anacycle en massue (Anacyclus clavatus) est une espèce de plante à fleurs de la famille des Astéracées.

## Description
C'est une plante herbacée voisine des camomilles.
La floraison à lieu d'avril à juin.

## Caractéristiques
- organes reproducteurs :
  - Type d'inflorescence : capitule simple
  - répartition des sexes : hermaphrodite
  - Type de pollinisation : entomogame
  - Période de floraison : mai à juin
- graine :
  - Type de fruit : akène
  - Mode de dissémination : anémochore
- Habitat et répartition :
  - Habitat type : friches annuelles, subnitrophiles, mésoméditerranéennes
  - Aire de répartition : méditerranéen occidental
  - Consommée traditionnellement en soupe en Tunisie à l'etat sauvage (appelée Kra Djeja), elle est aussi cultivée. Son goût revenant à la mode on la trouve de plus en plus sur les étals des marchés en Tunisie et dans le sud de la France

données d'après : Julve, Ph., 1998 ff. - Baseflor. Index botanique, écologique et chorologique de la flore de France. Version : 23 avril 2004. 